# بنك جرينلاند
بنك جرونلاند  هو البنك المركزي في جرينلاند، و هو مدرج في بورصة كوبنهاغن، ب2700 حريف في 2010. يقع مقر البنك في العاصمة نوك و يضم 150 موظف ، و رئيسه هو مارتن كفيسغارد.

## التاريخ
تم إنشاء بنك جرينلاند في 26 مايو 1967 من قبل عدة بنوك دنماركية عندما كانت جرينلاند لا تزال مقاطعة دنماركية.

البنوك المؤسسة لهذا البنك هم: بريفاتبانكن، دانسك بانك، شبنهافنس، هاندلسبانك إلى جانب منظمة للبنوك المحلية و الإقليمية تقع في كوبنهاغن.

بدأ العمل في البنك في نوك في 1 يوليو 1967، بينما فتحت مقراته في إيلوليسات وسيسيميوت وكاكورتوك في 1985 ثم أخيرا فتح فرع أخر في مانيتسوك في 1989.

## العمل
يوفر بنك جرينلاند عدة خدمات تجارية، فضلا عن منتجات و خدمات لعملاء القطاع الخاص، مثل القروض و الودائع الألية المتخصصة، و تجارة السلع و الإدارة.

مع حوالي 000 60 حريف، يملك البنك فروع في كبرى مدن جرينلاند، علما أنه يمكن القيام بالعمليات البنكية الصغيرة في عدة مدن و قريات أخرى عبر مراكز بريد جرينلاند الموجودة داخل متاجر بيلرسويسوك التابعة إلى شركة جرينلاند للتجارة.

## مقالات ذات صلة
- اقتصاد جرينلاند
- نوك

## روابط خارجية
- الموقع الرسمي لبنك جرينلاند